# Norra Dovrasjön
Norra Dovrasjön är en sjö i Hallsbergs kommun i Närke och ingår i Nyköpingsåns huvudavrinningsområde. Norra Dovrasjön ligger i Dovrasjödalen Natura 2000-område. Sjön är 10,8 meter djup, har en yta på 0,022 kvadratkilometer och befinner sig 123 meter över havet.